# Црква Светих апостола Петра и Павла у Црноштици
Црква Светих апостола Петра и Павла у Црноштици, насељеном месту на територији општине Босилеград, православни је храм који припада Епархији врањској Српске православне цркве.
За цркву посвећену Светим апостолима Петру и Павлу не постоје подаци о времену градње.